# Dendropsophus juliani
Espèce
Statut de conservation UICN

 LC  : Préoccupation mineure
Dendropsophus juliani est une espèce d'amphibiens de la famille des Hylidae.

## Répartition
Cette espèce est endémique de Bolivie. Elle se rencontre à 160 m d'altitude dans la province de Madre de Dios dans le département de Pando,.

## Étymologie
Cette espèce est nommée en l'honneur de Julián Faivovich.

## Publication originale
- Moravec, Aparicio & Köhler, 2006 : A new species of tree frog, genus Dendropsophus (Anura: Hylidae), from the Amazon of northern Bolivia. Zootaxa, no 1327, p. 23–40.